# イリ将軍
イリ将軍（満洲語：ᡞᠯᡞ
ᠵᡞᠶᠠᠩᡤᡞᠶᡡᠨ　転写：ili jiyanggiyūn、総統伊犁等処将軍、そうとういりとうしょしょうぐん、簡体字中国語：总统伊犁等处将军、拼音：Zŏngtŏng Yīlí dĕngchù Jiāngjūn）は、清朝期に設置された新疆の最高軍政長官。天山山脈北部の恵遠城（現在の新疆ウイグル自治区霍城県恵遠鎮）に駐箚した。

## 歴史
1759年の乾隆帝によるジュンガル征服（清・ジュンガル戦争）により、旧ジュンガル領のイリ盆地、タリム盆地は、清朝の支配下に入り、イチェ・ジェチェン（ice jecen、新疆、新たな征服地）と呼ばれた。1762年、清朝政府は、新疆支配の統括機関として、イリ将軍府を設置し、旗人の明瑞（ミンシュイ）をイリ将軍に任命した。
清朝政府は、ジュンガルの統治政策を踏襲し、天山山脈北部を支配の中心地として重視し、1763年には天山山脈北部のイリ川北岸に恵遠城を築いて、イリ将軍の駐箚地とした。イリ盆地には、この他、塔勒奇城（霍城県三道河郷）・寧遠城（グルジャ市薩依布依街道）・恵寧城（グルジャ市巴彦岱鎮）・綏定城（霍城県水定鎮）・広仁城（霍城県芦草溝鎮）・瞻徳城（霍城県清水河鎮）・拱宸城（コルガス市六十二団）・熙春城（グルジャ市漢賓郷）が築かれ、イリ九城と称された。
1871年、ヤクブ・ベクの新疆侵入に乗じて、ロシア帝国がイリ地方を占領、恵遠城も破壊の対象となった。清朝は欽差大臣の左宗棠を派遣して、1876年までにヤクブ・ベク軍を鎮圧。1881年には、ロシアとの間でイリ条約が締結され、多額の賠償金と引き換えにイリ地方は清朝の支配下に戻った。
1884年には、新疆省が設置され、中国内地と同様の行政制度が導入された。イリ将軍は、主に新疆北部の防衛を担う名目的存在となり、新疆の行政権は漢人官僚から任命される巡撫に移された。ロシアに破壊された恵遠城は新たに再建されたが、イリは新疆全域に対する政治的中心地の地位を失い、その地位は、新疆省の官衙が置かれた迪化（現在のウルムチ）に移った。辛亥革命後、イリ将軍の制度は廃止された。

## 行政制度
イリ将軍の配下には、イリ、タルバガタイ、カシュガルに駐屯する3名の参賛大臣が置かれ、ウルムチには、ウルムチ都統が置かれた。これらの下には、弁事大臣、領隊大臣等の役職が設けられ、それぞれ各オアシス都市の統治を行った。イリ将軍以下、これら軍政官には、例外なく旗人官僚が任命された。
イリ将軍の指揮下には、旗人からなる満営と、漢人からなる緑営が置かれた。また、その他に、アムール川流域から移住させたシベ、ソロン、ダグール等のツングース系民族からなる駐防八旗もイリ将軍の指揮下に置かれた。
清朝統治下の新疆では、軍事ポストが旗人により独占された一方、各地方の末端行政は、現地人有力者に委ねられた。早くから清朝に服属したハミやトゥルファンの支配者らには、ジャサク制が適用され、モンゴル人貴族と同様の特権が付与された。また、タリム盆地の各オアシス都市の支配者に対しても、清朝の官職が与えられ、自治を行わせるベグ官人制が行われ、在地の社会構造がそのまま温存された。その一方、漢人の入植者が多い、新疆東部には中国内地と同様の行政制度が敷かれ、陝甘総督が管轄した。
清朝の新疆経営は、軍事的観点から行われており、漢人住民の移住だけでなく、駐屯軍の現地民との接触も禁止されていた。現地での徴税額も限られていたため、清朝中央政府は、内帑金（宮廷費）から毎年多額の軍事費を投入し、新疆の統治制度を維持した。

## 歴代イリ将軍
- 明瑞（ミンシュイ）　乾隆27年10月 - 32年3月 鑲黄旗
- 阿桂（アグイ）　乾隆32年3月 - 33年4月 正藍旗
- イレトゥ（伊勒図）　乾隆33年7月 - 34年10月 正白旗
- 永貴（ユングイ）　乾隆33年10月 - 34年10月 正白旗
- 増海（ヅェンハイ）　乾隆34年10月 - 12月 正藍旗 宗室
- イレトゥ　乾隆34年12月 - 36年7月 正白旗
- シュヘデ（舒赫徳）　乾隆36年10月 - 38年7月 正白旗
- イレトゥ　乾隆38年7月 - 48年6月 正白旗
- ソノムチェリン（索諾木策凌）　乾隆41年 鑲黄旗
- 明亮（ミンリャン）　乾隆48年6月 - 7月 鑲黄旗
- ハイル（海禄）　乾隆48年7月 - 8月 蒙古正藍旗
- イレトゥ　乾隆48年8月 - 57年7月 正白旗
- 奎林（クイリン）　乾隆57年7月 - 59年9月 鑲黄旗
- 永鐸（ユンド）　乾隆52年9月 - 11月 鑲藍旗 宗室
- 保寧（ボーニン）　乾隆52年11月 - 55年6月 正白旗
- 永保（ヨンボー）　乾隆55年6月 - 56年3月 鑲红旗
- 保寧　乾隆56年3月 - 59年12月 正白旗
- 明亮　乾隆59年12月 - 60年9月 鑲黄旗
- 保寧　乾隆60年9月 - 嘉慶5年正月 正白旗
- 松筠（スンユン）　嘉慶5年正月 - 閏4月 蒙古正藍旗 未赴任
- 保寧　嘉慶5年閏4月 - 7年正月 正白旗
- 松筠　嘉慶7年正月 - 14年3月 蒙古正藍旗
- 晋昌（ジンチャン）　嘉慶14年3月 - 18年6月 満洲正藍旗
- 松筠　嘉慶18年6月 - 20年10月 蒙古正藍旗
- 長齢（チャンリン）　嘉慶20年10月 - 22年2月 蒙古正白旗
- 晋昌　嘉慶22年2月 - 25年4月 満洲正藍旗 宗室
- 高杞（ガオキ）　嘉慶22年2月 満洲鑲黄旗 署理
- 慶祥（キンシャン）　嘉慶25年4月 - 道光5年11月 満洲正白旗
- デインガ（徳英阿）　道光5年11月 満洲鑲藍旗 署理
- 長齢 道光5年11月 - 6年7月 満洲正白旗
- デインガ 道光6年7月 - 9年6月 満洲鑲藍旗
- 玉麟（ユリン）　道光9年6月 - 12年9月 満洲正黄旗
- テイシュンボー（特依順保）　道光12年9月 - 18年4月 満洲正白旗
- 奕山（イシャン）　道光18年4月 - 20年3月 満洲鑲藍旗 宗室
- 関福（グワンフ）　道光19年正月 - 20年3月 蒙古鑲白旗
- ブヤンタイ（布彦泰）　道光20年3月 - 25年11月 満洲正黄旗
- シュヒンガ（舒興阿）　道光 25年11月 満洲正藍旗 署理
- サインガ（薩迎阿）　道光 25年11月 - 30年11月 満洲鑲黄旗
- 奕山　道光30年11月 - 咸豊4年10月 満洲鑲藍旗 宗室
- ジャラフンタイ（扎拉芬泰）　咸豊4年10月 - 6年10月 満洲正黄旗
- 常清（チャンチン） 咸豊6年10月 - 7年4月 満洲鑲藍旗 宗室
- ジャラフンタイ　咸豊7年4月 - 10年7月 満洲正黄旗
- 常清　咸豊10年7月 - 同治3年10月 満洲鑲藍旗 宗室
- 明緒（ミンシュ）　同治3年10月 - 5年5月 満洲鑲红旗
- 李雲麟　同治5年5月 署理
- 栄全（ルイチュワン）　同治5年5月 - 光緒2年10月 満洲正黄旗
- 金順（ギンシュウェン）　光緒2年10月 - 11年8月 満洲鑲藍旗
- シルン（錫綸）　光緒11年8月 - 12年8月 満洲正藍旗
- セレンゲ（色楞額）　光緒12年8月 - 16年5月 満洲正白旗
- フレミンゲ（富勒銘額）　光緒16年5月 満洲鑲白旗 署理
- 長庚（チャンゲン）　光緒16年5月 - 27年7月 満洲正黄旗
- 馬亮　光緒27年7月 - 31年6月 漢軍正黄旗
- 広福（グワンフ）　光緒31年 - 32年 蒙古正藍旗
- 長庚　光緒31年6月 - 宣統元年5月 蒙古正黄旗
- 広福　宣統元年5月 - 3年正月 蒙古正藍旗
- 志鋭（ジルイ）　宣統3年正月 - 10月 蒙古正紅旗
- エレフン（額勒渾）　宣统3年11月 旗籍不詳